# 鉄ドン
鉄ドン（てつどん、英: TETSUDON）、大阪発祥のお笑い系映画、またはイベント。代表は星野零式（ほしのれじ）。

## 概要
「鉄ちゃんのドンとやってみよう!」の略で、萩本欽一の「欽ドン!」の「欽」の字と「鉄」の字が似ていることから、悪ふざけでつけられた名前である。1991年年末に河野浩二、寒河江弘、星野零式のプロデューサー3人によって結成され、翌1992年3月30日に第1回が行われた。
当初は、8ミリフィルム映画とビデオ映画の上映の間に、「コソト（コントのようなもの）」と書かれた1分未満のショートコント、漫才、ヒーローショー、歌謡ショウ、手品などが入ったエンターティンメントライブイベントだったが、1994年12月に7回目を行ったのちに、阪神・淡路大震災により中断。2012年8月に18年ぶりに復活し、その後3回行った以降はバカ映画オムニバスを年1本のペースで作っている。
後述のように複数の短編映画を自主制作で制作し、1本のオムニバス映画としてまとめたうえで国内外の映画祭に出品している。創世期より関わった『ウルトラマンサーガ』などの岡秀樹が商業映画界に進出し、2012年の『鉄ドンハイパー』以降は「ウルトラシリーズ」演出多数の田口清隆も参加した。特別メンバーを定めているわけではないが、「バカ映画集団」とも表記される。『フールジャパン 鉄ドンへの道』『大怪獣チャランポラン祭り 鉄ドン』には、西村喜廣も参加している。

## 沿革
- 1992年3月30日[5]に、平均3分のお笑い系映画と、笑いを中心にしたライブで構成されたイベントとして大阪で初めて開催される。
- 1994年12月25日、7回目のイベントを開催した後に起こった1995年1月の阪神・淡路大震災により中断された。
- 2012年8月18日、18年ぶりに復活[5]して通算8回目となる「鉄ドン ハイパー（仮）[何の?]」（正式名称に「仮」がついている）[7]を行う。
- 2013年2月、ゆうばり国際ファンタスティック映画祭2013で、イベント「鉄ドンQ」[8]を開催。
- 2013年5月5日、東京高田馬場で、通算10回目の「鉄ドンX」を開催。
- 2014年からはバカ映画オムニバス「フールジャパン」シリーズを3年連続で作り、3作全てワールドプレミアを、ゆうばり国際ファンタスティック映画祭[9][10]で行い、国内外の映画祭に参加している。
  - 2014年「フールジャパン ABC・オブ・鉄ドン」[11][12][13][14][15][16][17][18]
  - 2015年「フールジャパン 鉄ドン危機一発」[19]
  - 2016年「フールジャパン 鉄ドンへの道」[20][21]
  - 2017年「大怪獣チャランポラン祭り 鉄ドン」[22][23]
  - 2018年「おとな鉄ドン シャバダバ無法地帯」[24][25][26]
- オムニバス映画は平均3分程度のバカ映画を20本以上繋いだもので、上映前に「前説」があり、上映中に拍手やブーイングが推奨され、最後には「金返せ！」コールをするのがお約束になっている。時には観客から豆が撒かれたり、駄菓子や、お札（鉄ドン銀行券）などが客席に投げられたりする。

## 映画

### 『フールジャパン ABC・オブ・鉄ドン』
英題は “TETSUDON THE ABCS OF FOOL JAPAN”。2014年、97分。
[出演]有元由妃乃、Chi*、ノーマン・イングランド、水野祐樹、ほりかわひろき、仁後亜由美、コットン(にょロボてぃくす)、岡村寧々、川合空、Ting Leung-Sun、レイバー佐藤、活野創、村田唯、舛本昌幸、飯塚貴士、Min Jun Ho、吉田澪里、なにわ天閣、島津真、青柳円嗣、BUTCH、JP（前坂淳平）、立花裕介、佐々木穂香、関根しりもち、木村圭作
［監督]  青井達也、 安斎レオ、 飯塚貴士、 石田アキラ、 伊丹ローズ、 今井聡、 井村剛、 宇Ｇ茶、 岩崎友彦、 大畑創、おかひでき、 清本一毅、 啓虎宏之、 小林でび、 杉下淳生、 田口清隆、 田村専一、 佃光、 友松直之、 中沢健、なにわ天閣、 野火明、 水野祐樹、 Bueno(カナダ)、 ミン・ソンヒョン(韓国)、梁仲文(香港)
［製作総指揮］星野零式

### 『フールジャパン 鉄ドン危機一発』
英題は “TETSUDON -THE CRAZIEST SHORT FILMS FROM JAPAN-”。2015年、76分。
[出演]アリスセイラー、衣緒菜、稲葉凌一、宇那、大宮将司、梶原翔、栗田ゆうき、御秒奈々、佐藤太一郎（吉本新喜劇）、ステラ・コルネリア（元JKT48）、芹澤りな、土性正照、星野祐樹、星野零式、ほりかわひろき、丸山交通公園、南谷峰洋、メロン熊、水野祐樹、村田啓治、結城輝、若林奈穂子 
［監督]飯塚貴士、石田アキラ、岩崎友彦、上野遼平、瓜生遼太郎、おかひでき、清本一毅、啓虎宏之、小林でび、杉下淳生、田口清隆、田村専一、佃光、中沢健、中間健詞、鳴瀬聖人、新里猛、西田啓太、橋ヶ谷典生、ハヤト丸、水野祐樹
［製作総指揮］星野零式

### 『フールジャパン 鉄ドンへの道』
英題は “TETSUDON : FOOL WARS -BATTLEFRONT JAPAN-”。2016年、82分。
[出演] 水井真希、衣緒菜、稲葉凌一、山中アラタ、大宮将司、北岡龍貴、片貝樹、村田啓治、上田ナナ、小原大典、駒形梨乃、坂本美沙都、高木悠衣、藤井太一、星野佳世、洪明花、光星壮真、魚住梨恵 、関亘 、土性正照、坪内花菜、立花裕介、佐々木穂香、artegg-yumi、水野祐樹
［監督] 西村喜廣、飯塚貴士、岩崎友彦、野火明、ハヤト丸、鳴瀬聖人、水野祐樹、石田アキラ、清本一毅、田村専一、中間健詞、啓虎宏之、artegg-yumi、TA☆白猫、高岡晃太郎、恩田浩、小尾信生、小原茂樹、鈴木一矢、イッキ、新里猛、守時悟＆高橋広吏
［製作総指揮］星野零式

### 『大怪獣チャランポラン祭り 鉄ドン』
英題は “TETSUDON THE KAIJU DREAM MATCH”。2017年、115分。
[総合演出] おかひでき
[監督] 田口清隆、西村喜廣、飯塚貴士、小林でび、岩崎友彦、今井聡、かげやましゅう、野火明、中間健詞、田村専一、ハヤト丸、石田アキラ、清本一毅、啓乕宏之、リー・チャンマン、ブエノ、イッキ、キノシタケイタ、鳴瀬聖人、青井泰輔、奥野憲吾、岡本英郎、百武朋、佃光、水野祐樹、artegg-yumi、ユリシーズ グズマン ユリカルド
[キャスト]轟二郎、園子温、青柳尊哉、百川晴香、水野祐樹、AKIRA、高松一理、 飯塚貴士、坪内花菜、 上田慎一郎、 濱本竜馬、MADOKA 、しのへけい子、 菅原ブリタニ―、高橋琉晟、太田純平、前田歩、野田まこと、柴田千紘、 篠崎雅美、和泉美沙希、鳥居みゆき、 石原理衣、 北垣優和、 水井真希、 村田啓治、 高岡晃太朗、芋生悠、木村圭作、KEITA、 セルキオ ルエド

### 『おとな鉄ドン シャバダバ無法地帯』
英題は “TETSUDON:NATURAL BORN FOOLS -FOR FOOLISH ADULTS”。2018年、85分。
[監督]飯塚貴士、 石原貴洋、 石田アキラ、 清本一毅、 友松直之、 小林浩司、 鎌田尚純、 青木順伸、 瓜生遼太郎、 井坂優介、 野火明、 田中健詞、 岩崎友彦、 横山翔一、 啓乕宏之、 小林でび、 artegg-yumi、 水野祐樹、 平岩諒一、 木村修一、 Ivan “Matxete” Fernandez & Aureli D.P、 佃光
[出演]上西小百合、坪内花菜、辻凪子、海道力也、野田まこと、範田紗々、八ッ橋さい子、しじみ、嶺生まや、黒木歩、美村伊吹、山村茜、川崎紀里恵、はやしれん、中沢健、早瀬康広、オカルト探偵八八、立部円、豊岡んみ、小峰勇耶、永瀬真悠、萩原正道、増井公二、ひと：みちゃん、西村太一、石原正一、福山俊郎、湯浅崇、高垣明男、簗田薫、山岸拓生、二階堂あおい、矢野杏子、みーと・ザ・ぱら子、高瀬夢、モリオ(男はくさいよ)、今泉ちえこ、星野零式
[製作】星野零式